# Igor Serafimowitsch Taschlykow

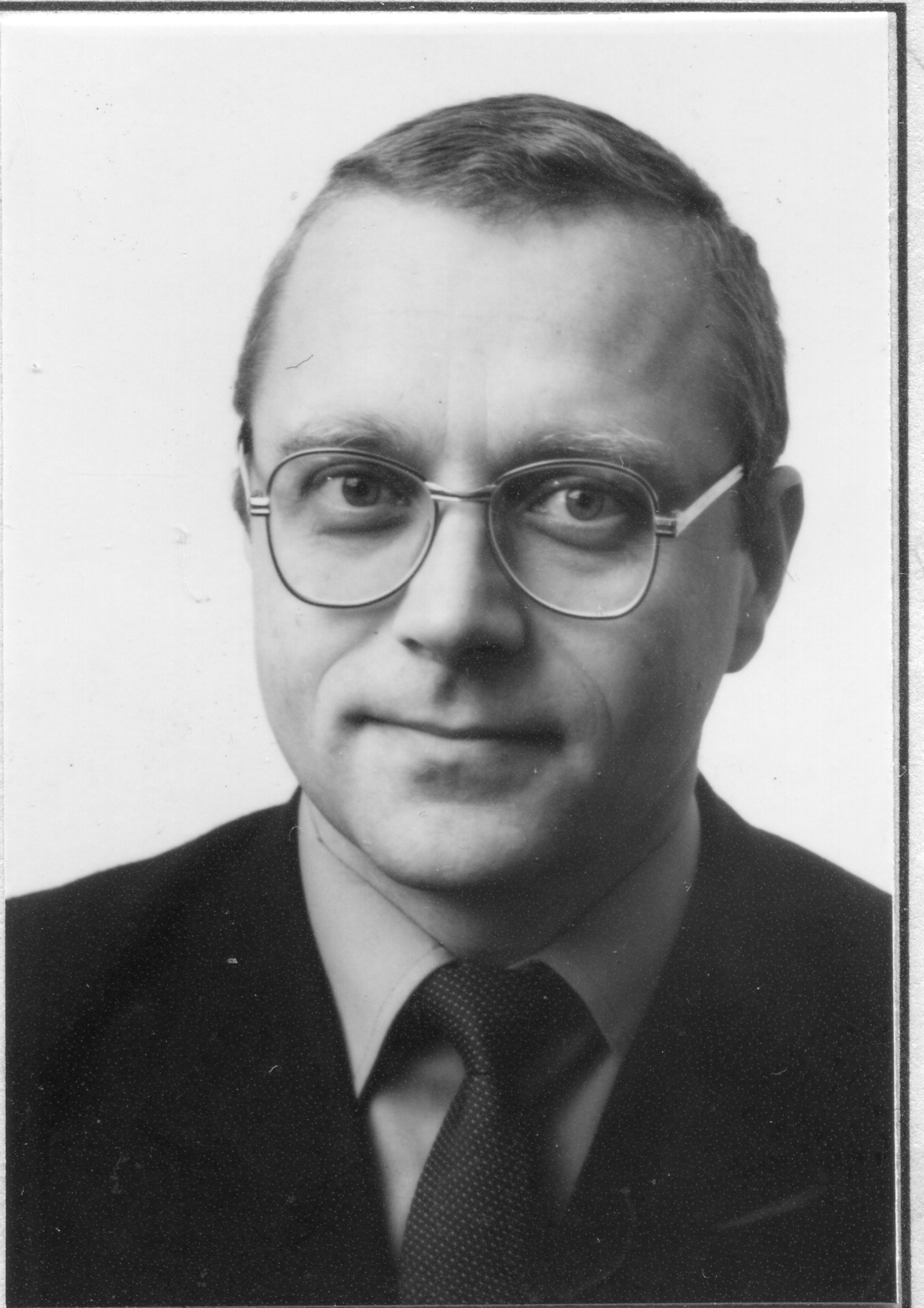
Igor S. Taschlykow

Igor Serafimowitsch Taschlykow (* 4. Juni 1946 in Hamhŭng, heute Nordkorea; † 7. Juni 2016 in Minsk) war ein sowjetischer und belarussischer Physiker und Professor. Er arbeitete in leitenden Funktionen im Forschungsinstitut für angewandte physikalische Probleme der Belarussischen Staatlichen Universität (1972–1989), an der Belarussischen Staatlichen Technischen Universität (1989–2003) und der Belarussischen Staatlichen Pädagogischen Maxim-Tank-Universität (2003 bis 2007 Dekan, 2007 bis 2013 Leiter der Abteilung für Allgemeine Physik und ab 2013 Physik und Didaktik des Physikunterrichtes).
Taschlykow war auf dem Gebiet der Oberflächenmodifizierung von Festkörpern durch den Einsatz von Ionenstrahltechnologien tätig und leistete einen wesentlichen Beitrag zur Entwicklung der Solid States. Er erarbeitete Kriterien zur Steuerung der Strukturumwandlung von ionenimplantiertem Galliumarsenid und Silicium. Diese Kriterien beruhten auf Berechnungen der Energiedichte, die bei elastischen Prozessen von Kaskadenkollisionen von Atomkernen freigesetzt werden. Er entwickelte auch Methoden zur Modifizierung von Feststoffen durch atomares Mischen und ionengestützte Abscheidung dünner Schichten. In seiner Theorie der ionengestützten Abscheidung dünner Schichten verallgemeinerte er experimentelle Studien.
Taschlykow war Stipendiat des Präsidenten der Republik Belarus (2012, 2015). Er erhielt weiterhin Stipendien des Deutschen Akademischen Austauschdienstes DAAD für Studien an den Universitäten Heidelberg und Jena (1991 – 1992, 1996, 2002), der Royal Society für Aufenthalte an der Salford University (1984, 1996), der UNESCO für einen Aufenthalt am Max-Planck-Institut für Plasmaphysik (1985) sowie Stipendien für einjährige Ausbildungs-Aufenthalte an der Universität Jena (1971 – 1972) und an der McMaster University in Kanada (1979–1980).
Die wissenschaftliche Schule der „Physik der Funktionsschichten“, deren Ziel in der Untersuchung physikalischer Eigenschaften und Eigenschaften der Oberflächen von Metallen, Halbleitern und Elastomeren besteht, wurde durch ihn begründet. Er ist Autor von 400 wissenschaftlichen Publikationen und drei in Belarus und den USA veröffentlichten Monografien.

## Biografie

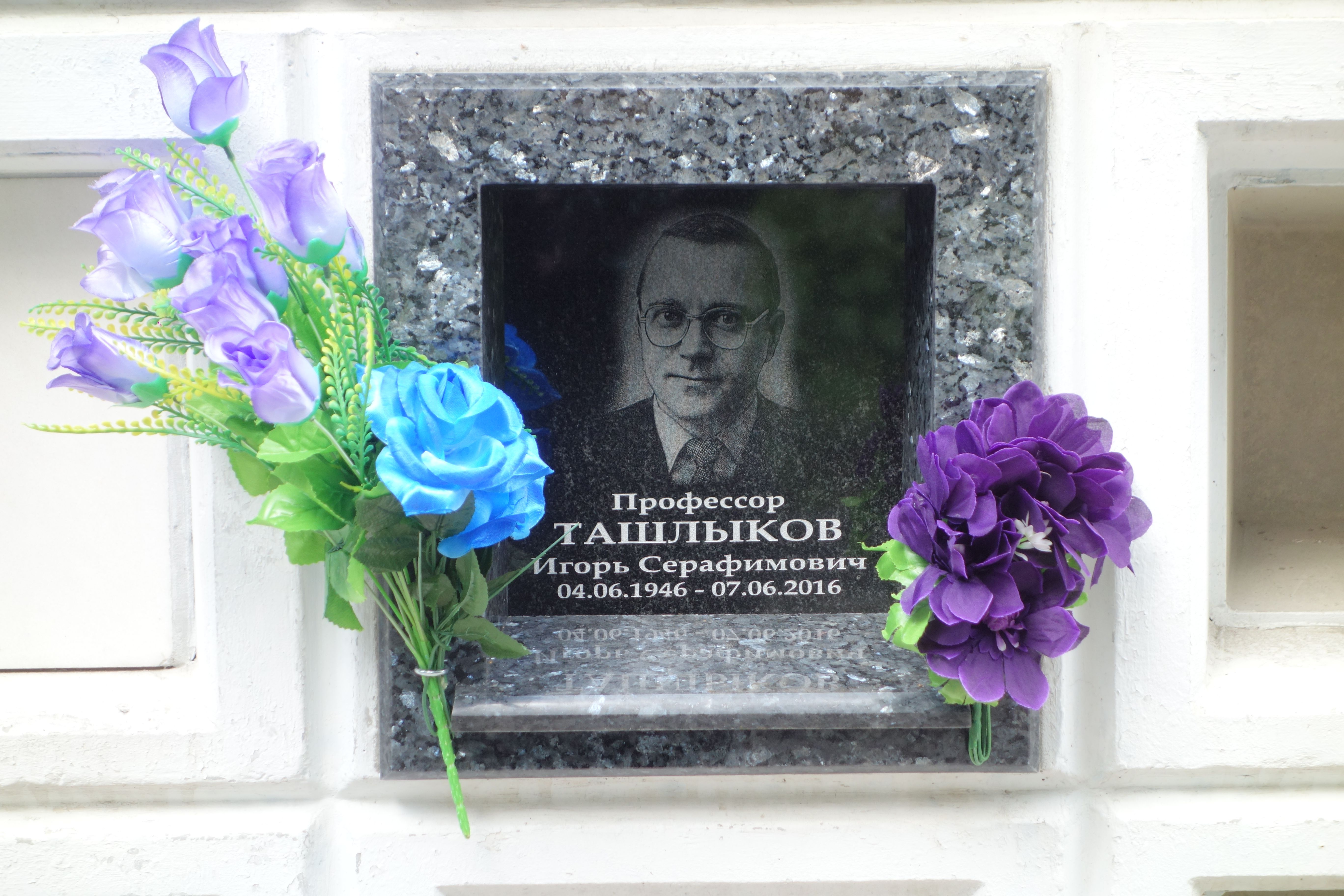
Igor Taschlykows Ehrengrab Nr. 114 im Kolumbarium des Minsker Ostfriedhofs

Taschlykow wurde 1946 als Sohn einer Krankenschwester und eines Piloten in Hamhŭng (damals japanisch Kanko) im heutigen Nordkorea geboren, wo seine Eltern wegen des Zweiten Weltkriegs stationiert waren. Ab 1952 lebte die Familie in Babrujsk, ab 1962 in Minsk. 1964 absolvierte Taschlykow das Gymnasium Nr. 27 mit einer Silbermedaille und nahm das Studium der Physik an der Universität Minsk auf. Das Studium beendete er mit Auszeichnung. Sein Fachgebiet war die Festkörperphysik. 1969 nahm er ein Aufbaustudium am Institut für Festkörperphysik auf. 1970 wechselte er als Nachwuchswissenschaftler in das Labor für Experimentalphysik und physikalische Elektronik der Universität Minsk. 1971 erfolgte seine Versetzung in das Elektronik-Labor des Instituts für Angewandte Physikalische Probleme. Von 1972 bis 1989 war er Leitender Wissenschaftler im Elektronik-Labor. Nach der Verteidigung seiner Dissertation „Untersuchung von Strahlungseffekten in Bismut und seinen Legierungen“ wurde ihm 1973 der akademische Grad eines Kandidaten der physikalischen und mathematischen Wissenschaften verliehen. Seine Habilitationsschrift „Modifikation und Analyse der Struktur in Kristallen mit verschiedenen Bindungsarten (Si, GaAs, Ni) durch kernphysikalische Methoden“ verteidigte er 1989 an der Universität Charkow. Danach wurde er an die Technische Universität in Minsk berufen. 1992 erhielt er den Titel eines Professors für Physik und war hier bis 2003 tätig. Im Jahr 2003 nahm er den Ruf der Belarussischen Staatlichen Pädagogischen Maxim-Tank-Universität an. Hier leitete er ab 2007 den Bereich Experimentalphysik. Von 2013 bis 2016 war er Hochschullehrer für Physik und für Didaktik des Physikunterrichts.

## Wissenschaftliche Leistungen
Schwerpunkt der Forschungsarbeit von Igor Serafimowitsch Taschlykow war die Modifizierung von Struktur und Eigenschaften von Festkörpern durch Ionen-strahl- und Ionenplasmamethoden. Dies schließt die Untersuchung von physikalisch-chemischen Prozessen bei der Wechselwirkung beschleunigter Ionen mit Elastomeren ebenso ein wie bei der Bildung von Dünnschichtsystemen und ihrer Wechselwirkung mit dem Substrat.
Seine wissenschaftlichen Interessen galten in der Festkörper-Strahlenphysik der Analyse und Modifikation der Oberfläche von Metallen, Halbleitern und Elastomeren. Für die Analyse nutzte er die Rutherford-Weitwinkelstreuung leichter Ionen, spezielle Kernreaktionen und die Rasterelektronenmikroskopie. Für die Modifikation der Oberflächen kamen die Ionenimplantation, Sputtern, Bedampfung und kernphysikalische Methoden zum Einsatz. Dabei entwickelte er die angewendeten Methoden weiter und wendete seine Arbeitsergebnisse auf praktische Fragestellungen wie z. B. elektrische Kontakte, absorbierende Schichten für Solarzellen und andere optoelektronische Bauelemente an.

### Aspirantur

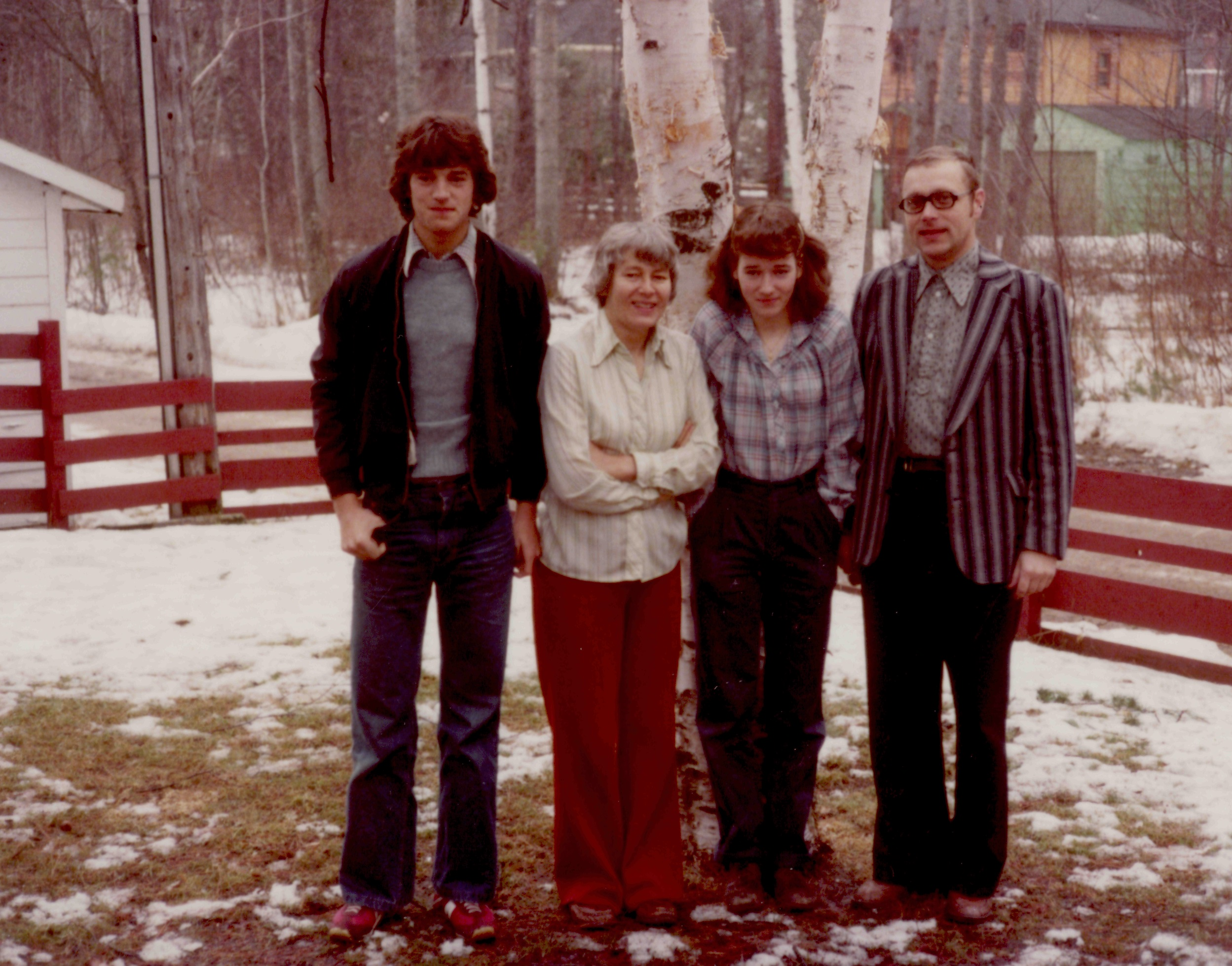
Familie von John A. Davies – Sohn John, Ehefrau Florence, Tochter Anne – und Igor Taschlykow, Deep River, Kanada, Januar 1980

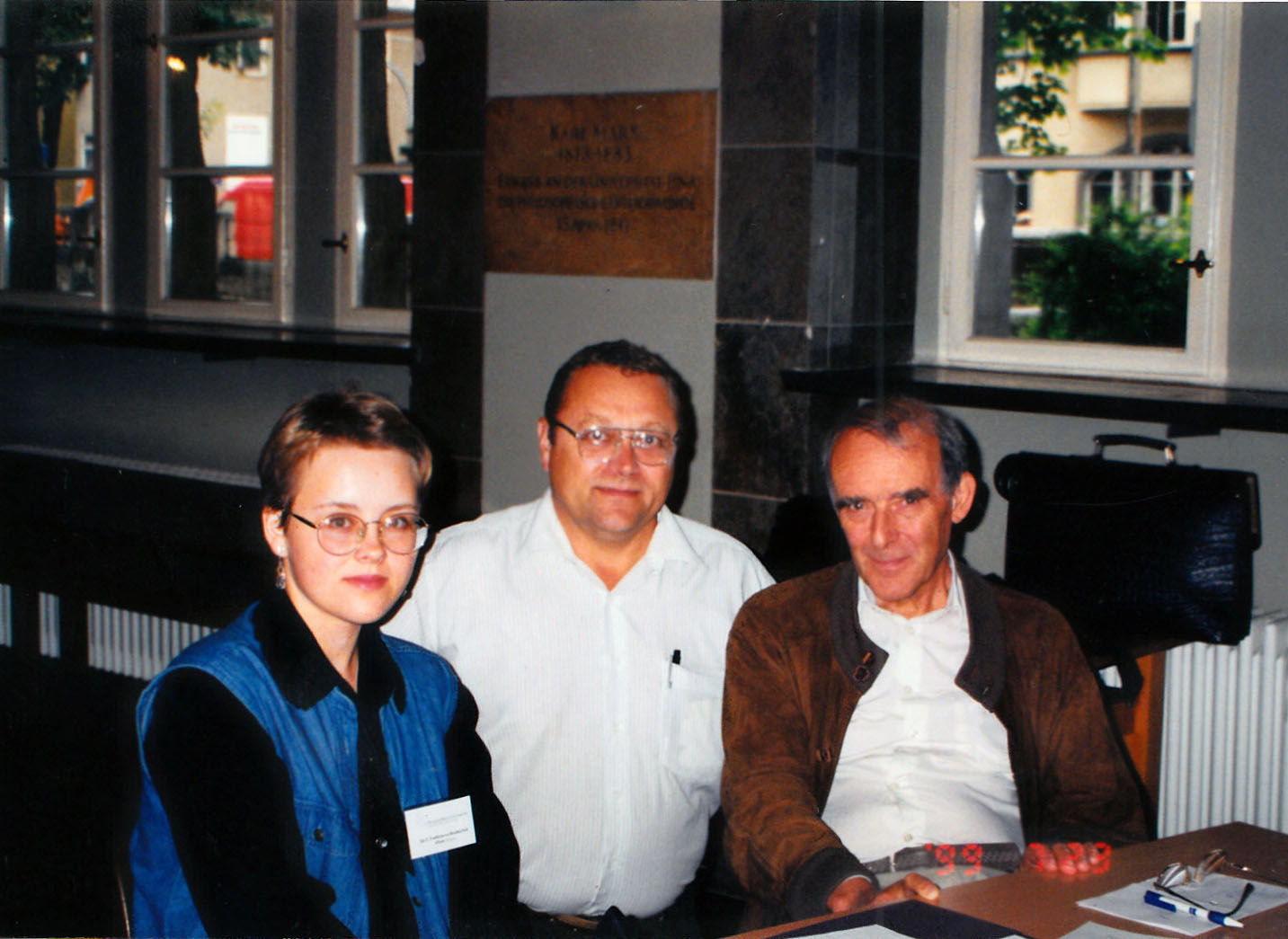
Internationale Konferenz REI-99. Oia und Igor Taschlykow, Gerhard Wolf, Jena, Deutschland, 1999

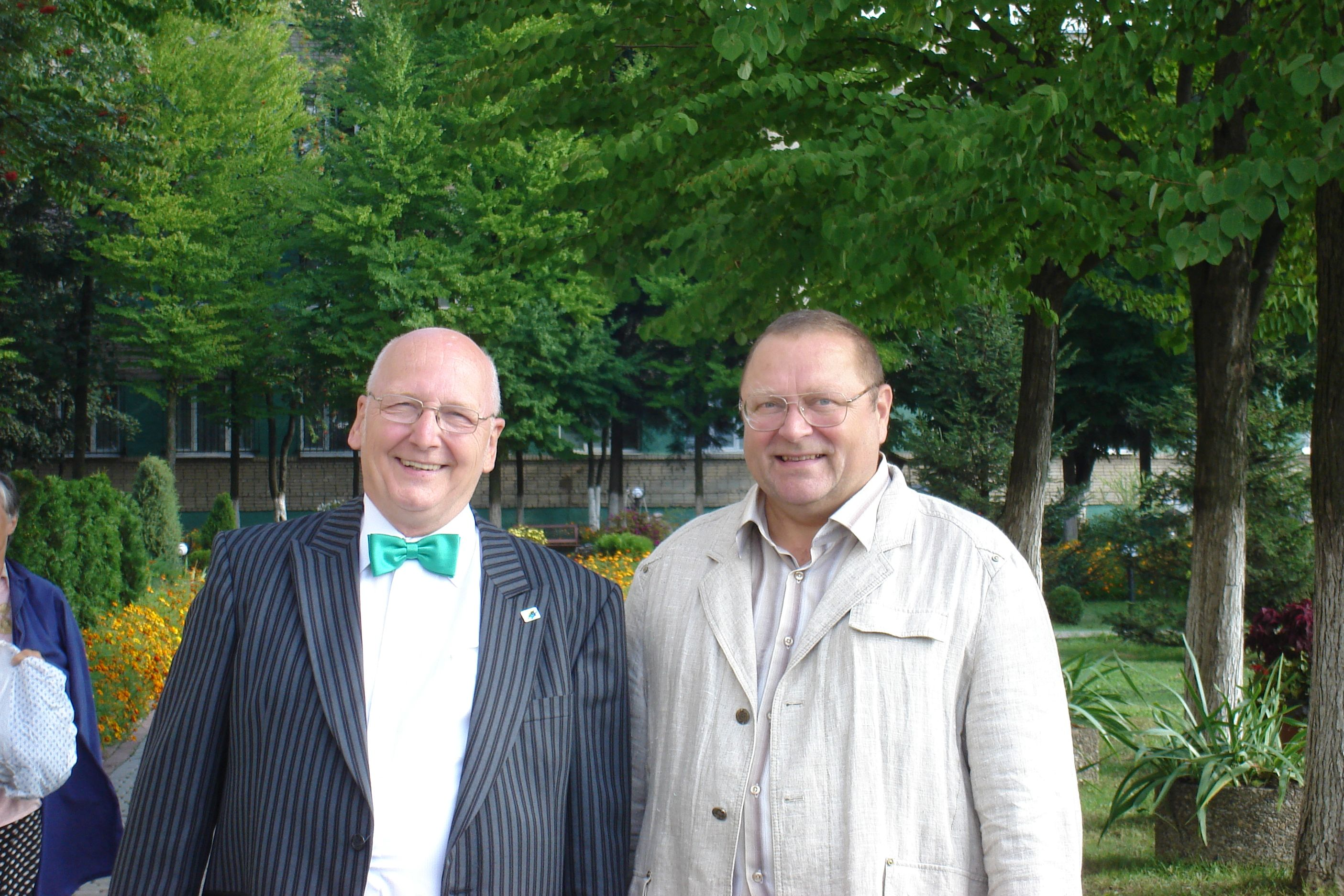
Hardwig Treff, Igor Taschlykow, Lemberg, Ukraine, 2011

Taschlykow begann seine wissenschaftliche Arbeit zur Untersuchung von Strahlungsdefekten in Bismut und seinen Legierungen 1969 in der Graduiertenschule unter der Leitung der assoziierten Professoren G.A. Gumanski und V.I. Prokoschkin. Da in jenen Jahren in Belarus keine geeigneten Strahlungsquellen zur Verfügung standen oder nicht anwendbar waren, wurden durch die Staatliche Belarussische Universität entsprechende Vereinbarungen mit anderen wissenschaftlichen Einrichtungen der Sowjetunion getroffen.
Aufgrund seiner erfolgreichen Arbeit wurde Taschlykow für ein einjähriges Praktikum an die Friedrich-Schiller-Universität Jena in der DDR geschickt. Hier, in der Abteilung Ionometrie der Sektion Physik, wurden maßgeblich seine Interessen für die modernen Methoden der Ionenstrahlanalyse geweckt und ihre Beherrschung erlernt: Rutherford-Weitwinkelstreuung und ihre Anwendung zur Untersuchung von Gittereffekten in Kristallen. Auf einem Seminar unter Leitung von Oleg Firsow wurde konstatiert, dass Taschlykow der erste sowjetische Wissenschaftler war, der in 1971–1972 Experimente zur schichtweisen Analyse von Strahlenschäden mittels Kanalisierungseffekt durchgeführt hatte. Diese Ergebnisse bildeten die Grundlage für die Zusammenarbeit mit Kumachov. Im Ergebnis dieser Zusammenarbeit entstand die Methode zur Berechnung der Konzentration von Strahlungsdefekten in bestrahlten Einkristallen unter Berücksichtigung der Mehrfachstreuung kanalisierter Heliumionen.
Diese Arbeit wurde auf Seminaren am Lebedew-Institut für Physik und am Institut für Kernphysik der Moskauer staatlichen Universität diskutiert und publiziert.
Am 25. September 1973 verteidigte Taschlykow seine Dissertation „Die Untersuchung von Strahlungseffekten in Wismut und seinen Legierungen“ an der Staatlichen Belarussischen Universität.

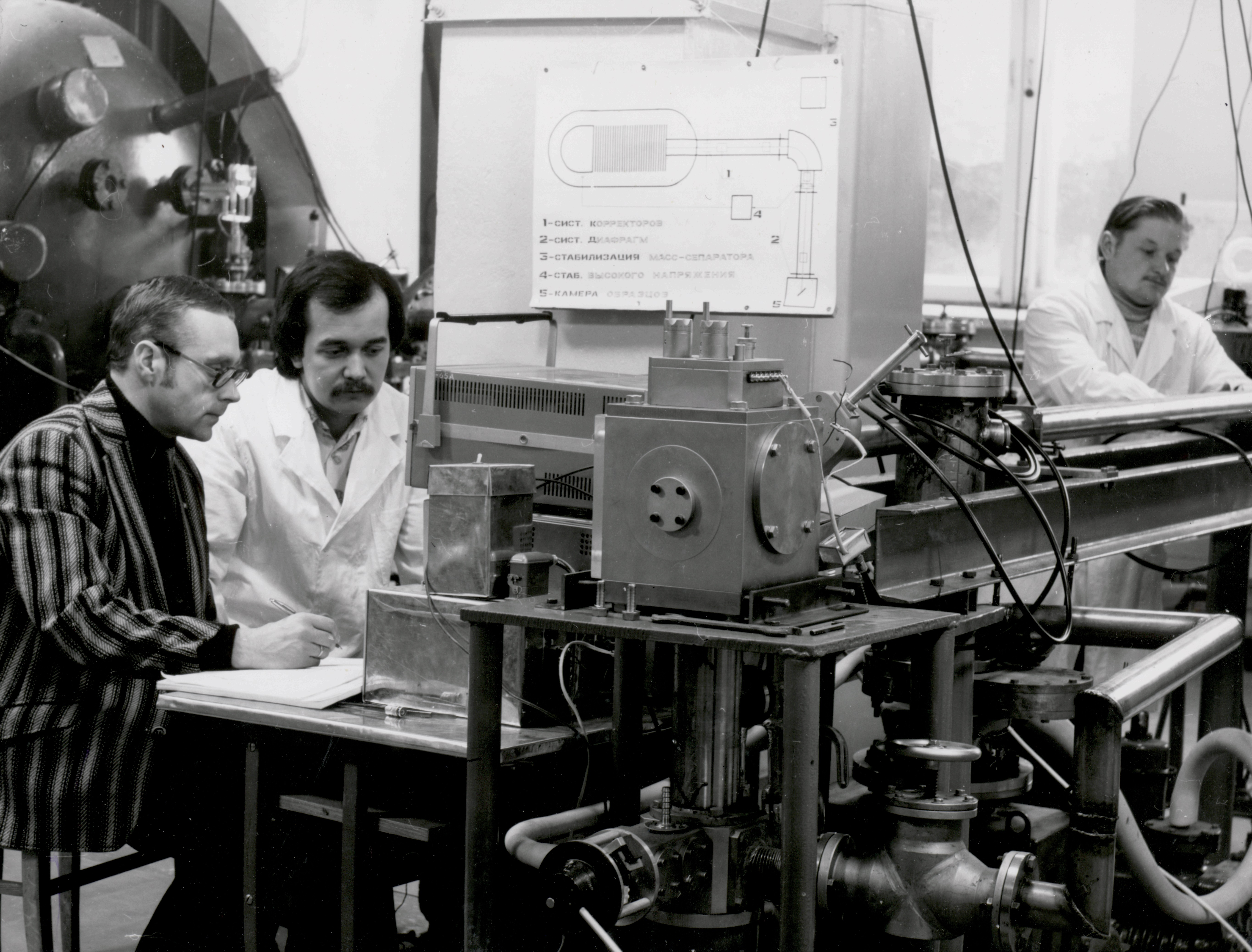
Beschleuniger ESU-2 am Forschungsinstitut der Fakultät für Physik und Technologie der BSU A.N. Sevchenko. Igor Taschlykow, Jewgeni Kotow und Alexander Lisejenko, Minsk, 1983

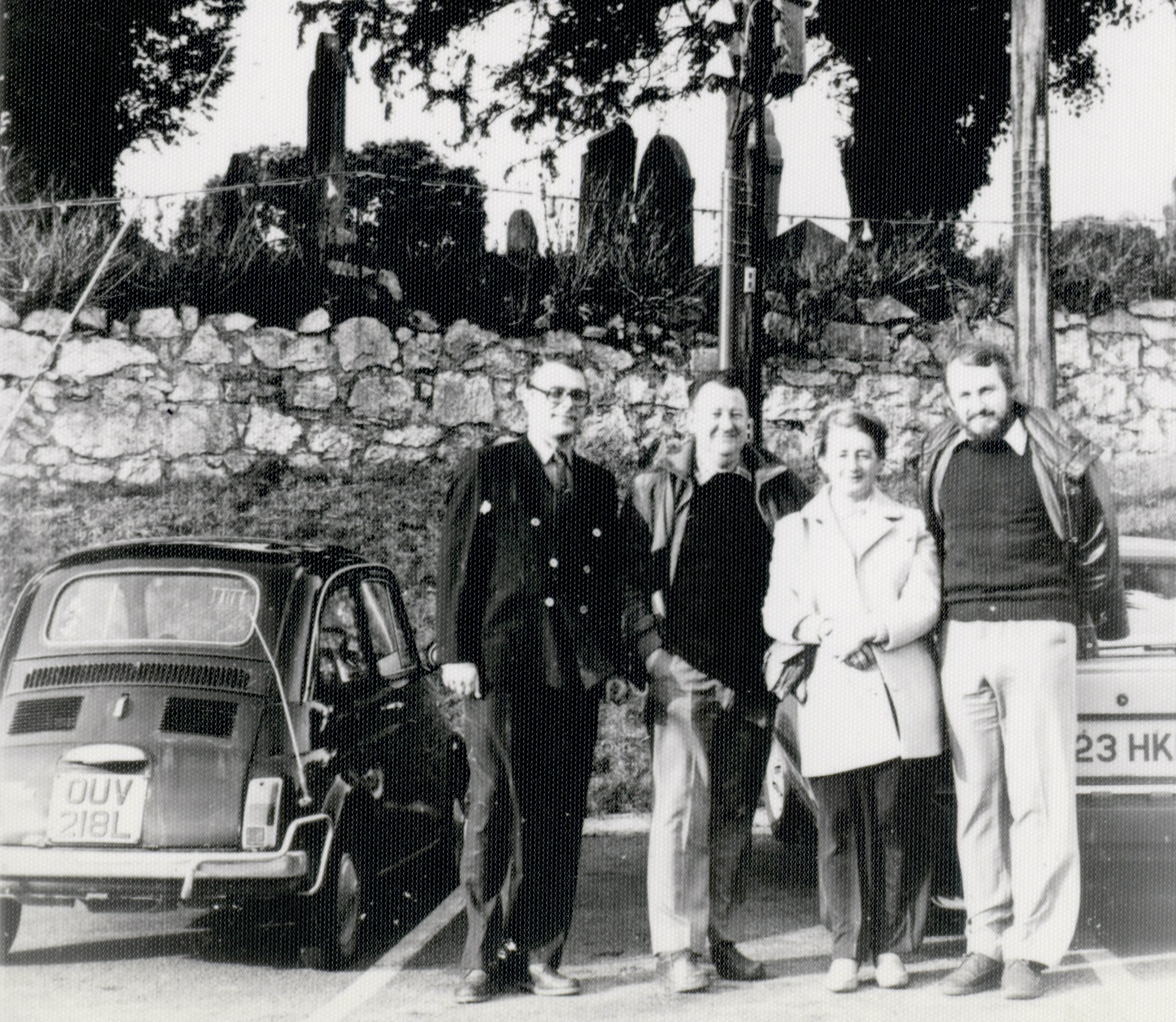
Auf dem Weg nach Conway. Igor Taschlykow, George Carter und Hilda Carter, Igor Bello, Großbritannien, Februar 1984

### Die Arbeit im Institut für Angewandte Physikalische Probleme
Taschlykow war Initiator eines Forschungskomplexes für die Anwendung kernphysikalischer Methoden. Es gelang den legendären (horizontalen) Elektrostatischen Generator ESU 2 zu erwerben und aus dem Lebedew-Institut für Physik in Moskau an das Institut zu überführen. Dieser Teilchenbeschleuniger war kurz nach dem Zweiten Weltkrieg im Institut für Physik und Technologie Charkow (KITP) gebaut worden und im Lebedew-Institut unter Leitung von Wiktor Wawilow mit Elektronen betrieben worden. Am Institut wurde der Beschleuniger installiert, auf den Ionenbetrieb (Hochfrequenzionenquelle) umgestellt und mit einem für ionometrische Untersuchungen geeigneten Strahlführungssystem (Magnetseparator, 2-achsiges ZEISS-Goniometer) ausgestattet. Dabei wurde das Elioniklabor von namhaften Spezialisten unterstützt. I.J. Piwowar (KIPT Charkow), G.M. Asetinski und I.A. Cherpurtschenko (Dubna) und H. Treff (Freund und Kollege von der Friedrich-Schiller-Universität Jena, DDR).
Anfang der 70er Jahre begann auf Anweisung des Staatsausschusses für Wissenschaft und Technologie des Ministerrats der UdSSR unter Leitung von G.A. Gumansky an der Belarussischen Staatlichen Universität die Erforschung der Ionenstrahlsynthese von Doppel- und Dreifachverbindungen optoelektronischer Materialien. Die Bedeutung dieser Forschungen zeigt sich auch in einer aktiven internationalen Zusammenarbeit.
Taschlykow hielt sich in diesem Zusammenhang 1971–1972, 1973, 1975 und 1977 auf Einladung der Friedrich-Schiller-Universität Jena in deren Wissenschaftsbereich Ionometrie mit den Leitern Professor Gerhard Götz und Professor Gustav Schirmer auf. 1977 fand die internationale Tagung über atomare Kollisionen in Festkörpern (ICACS) an der Moskauer Staatlichen Universität unter Leitung von Professor A.F. Tulinov statt. Taschlykow konnte hier seine Arbeitsergebnisse präsentieren und unter anderen mit den „Vätern“ der Ionenimplantation Professor John Davies von den Chalk River Laboratories in Hamilton (Ontario) und Professor George Carter von der Salford University (Manchester, UK) diskutieren. Auf Einladung von Professor Carter absolvierte Taschlykow 1979–1980 ein Praktikum an der McMaster University und in den Chalk River Laboratories.
Er untersuchte die Defektbildung in GaAs bei der Implantation von N, Al, P, As, Sb-Ionen bei kontrollierter Energiedichte. Parameter waren die Temperatur im Bereich von 40 K bis einige 100 °C und die Ionenstromdichte von 1/100 bis zu einigen μA/cm². Die Verteilungsprofile von implantierten As und Sn wurden mit Rutherford-Rückstreu-Spektrometrie ermittelt und die Al Profile mit der Kernreaktion 27Al(p, γ)28Si. Diese Arbeitsergebnisse und die Ergebnisse der Untersuchungen zur Modifikation der katalytischen Eigenschaften von Nickelelektroden für die wasseralkalische Elektrolyse zur Gewinnung von Wasserstoff bildeten die Grundlage der Dissertation. Taschlykow hatte neues Wissen über Mechanismen der Entstehung von Strahlenschäden und der Phasenumlagerung in GaAs während der Ionenbestrahlung gewonnen. Seine Arbeitsergebnisse zur Herstellung ionenimplantierter Nickelelektroden für die elektrolytische Wasserstoffgewinnung fanden nach seinem Vortrag im Kurtschatow-Institut für Atomenergie großes Interesse und Eingang in das Allunions-Wasserstoff-Programm. Dieses Programm wurde von einem Staatsausschuss des Ministerrates der UdSSR geführt. Der Leiter des Programms war Akademiemitglied W. A. Legassow. Die von Taschlykow durch Ionenimplantation hergestellten Elektroden zeichneten sich durch eine besonders hohe Korrosionsfestigkeit aus. Die Ergebnisse fanden Eingang in den Schwerpunkt „Entwicklung technischer Vorschriften für die Ionenimplantation von Metallkatalysatoren zur Herstellung korrosionsbeständiger Elektroden für die Elektrolyse von Wasser“; er erhielt dafür fünf Urheberrechtszertifikate. Die Arbeiten brachten nachweisbare ökonomische Effekte. Sie waren auch ein wichtiger Schritt in der wissenschaftlichen Karriere von Taschlykow. Seine wissenschaftliche Arbeit wurde zunehmend von der Lösung organisatorischer Aufgaben begleitet.
Er wurde Mitglied der Koordinierungsgruppe für die Anwendung Kernphysikalischer Methoden für Analysen (Leitung Tulinow) und der Koordinierungsgruppe für Elektrostatische Beschleuniger und Ionenquellen (Leitung V.A. Romanova vom Institut für Physik und Energie in Obninsk). Er war Berater bei der Einführung der Ionenstrahlmethoden für Analyse und Modifikation in einem weiten Bereich von Einrichtungen der Forschung und Unternehmen der Wirtschaft. In dieser Zeit arbeitete er eng mit dem Leiter des Beschleunigerlabors der Lomonossow – Universität V.S. Kulikauskas zusammen. 1985 und 1987 leitete Taschlykow die Organisation und Durchführung des Allunionsseminars zu Methoden der Analyse mit kernphysikalischen Methoden, war Sekretär von Allunions-Schulen zu Ionenimplantation und Emission kanalisierter Ionen. Er organisierten 1985 den Besuch von Davies, der Vorträge für Spezialisten aus Wissenschaft und Unternehmen der Mikroelektronik hielt. In Moskau machte Taschlykow Davies mit dem Leiter des Apollo-Sojus-Programmes und Leiters der Zeitschrift Fortschritte der Physik und Chemie in der Metallbearbeitung, Prof. L.I. Ivanov bekannt. Ivanov lud Taschlykow zur Mitarbeit in der Redaktion seiner Zeitschrift ein. Dem folgte dieser bis 2016.
Auf Einladung von Carter setzte Taschlykow 1984 im Rahmen der wissenschaftlichen und technischen Zusammenarbeit von UdSSR und Großbritannien die Untersuchungen zu Mechanismen der Defektbildung in Halbleitern und Metallen unter Ionenbestrahlung an der Salford University fort. Gleichzeitig führte er mit Professor John Colligon Experimente durch zur Klärung des Einflusses der in Kaskade von Atomkollisionen freigesetzten Energiedichte auf die Prozesse der ionengestützten Abscheidung von Schichten auf Materialien. 1985 setzte er diese in Belarus und Großbritannien begonnenen Forschungen im Rahmen einer von der UNESCO geförderten Reise an der Universität Heidelberg in der Arbeitsgruppe von Professor Wolf und am Max-Planck-Institut für Kernphysik in der Arbeitsgruppe von Professor Kalbitzer fort. In der zweiten Hälfte der 80er Jahre leistete er organisatorische Arbeit bei Akquise, Installation und Inbetriebnahme eines neuen Beschleunigers der Firma HVEC/Niederlande. Zudem verallgemeinerte er seine wissenschaftlichen Ergebnisse für die Mitarbeit mit F.F. Komarow und M.A. Kumachov zur Erarbeitung der Monografie „Zerstörungsfreie Analyse der Oberfläche von Festkörpern mit Ionenstrahlen“. Veröffentlicht wurde diese Monografie im Universitätsverlag der Universität Minsk. Ins Englische übersetzt liegt sie mit dem Titel „Modifizierung und Untersuchung der Struktur in Kristallen mit unterschiedlichen Bindungen (Si, GaAs, Ni) durch kernphysikalische Methoden“ vor. Sie ist herausgegeben vom Verlag Gordon und Beach. Am 17. März 1989 verteidigte Taschlykow seine Habilitation an der Universität Charkow.

### Arbeiten an der Staatlichen Technischen Universität Minsk

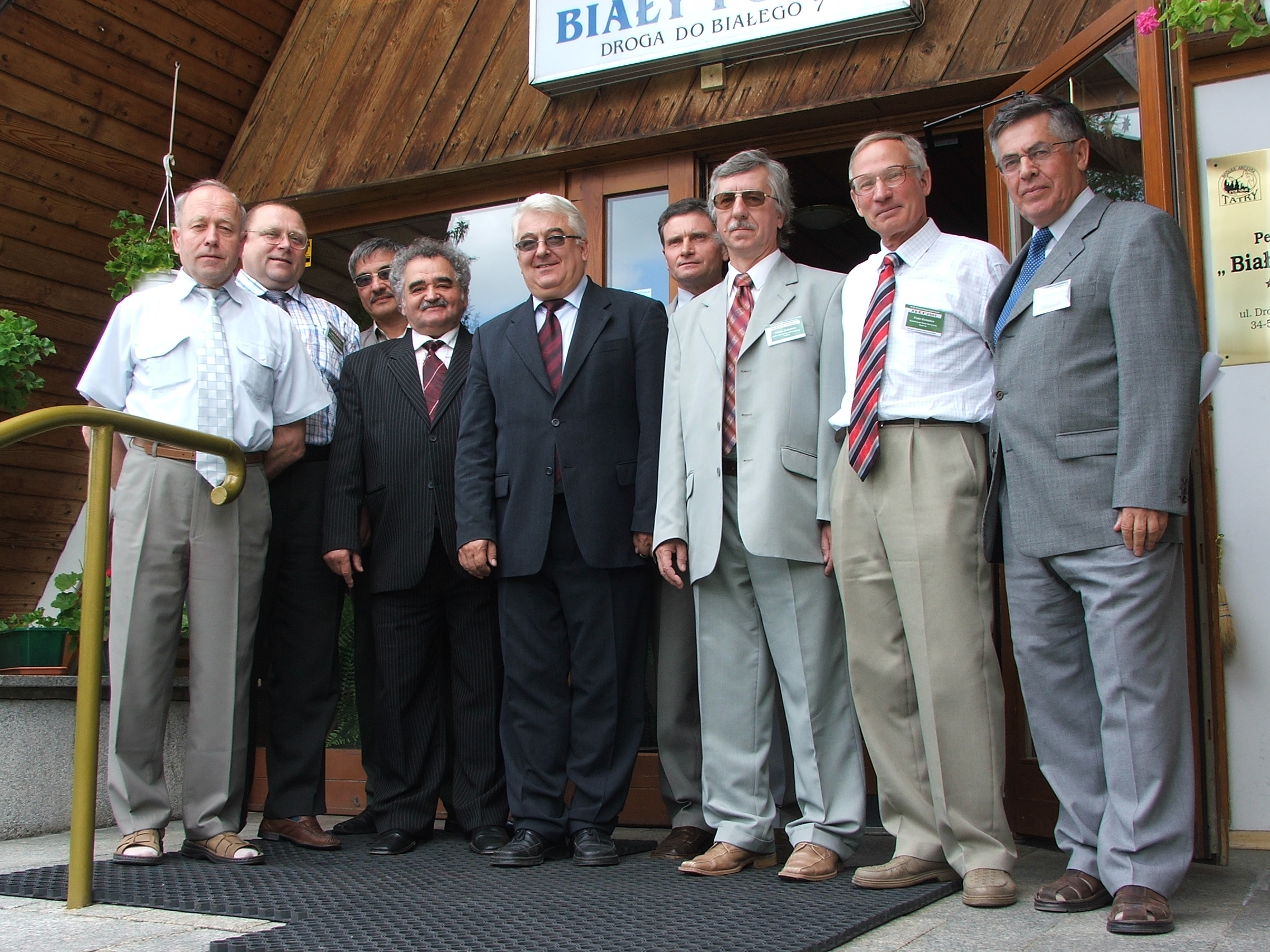
Organisationskomitee der NEET International Conference, Vorsitzender Pawel Zukowski, Zakopane, Polen, 2007

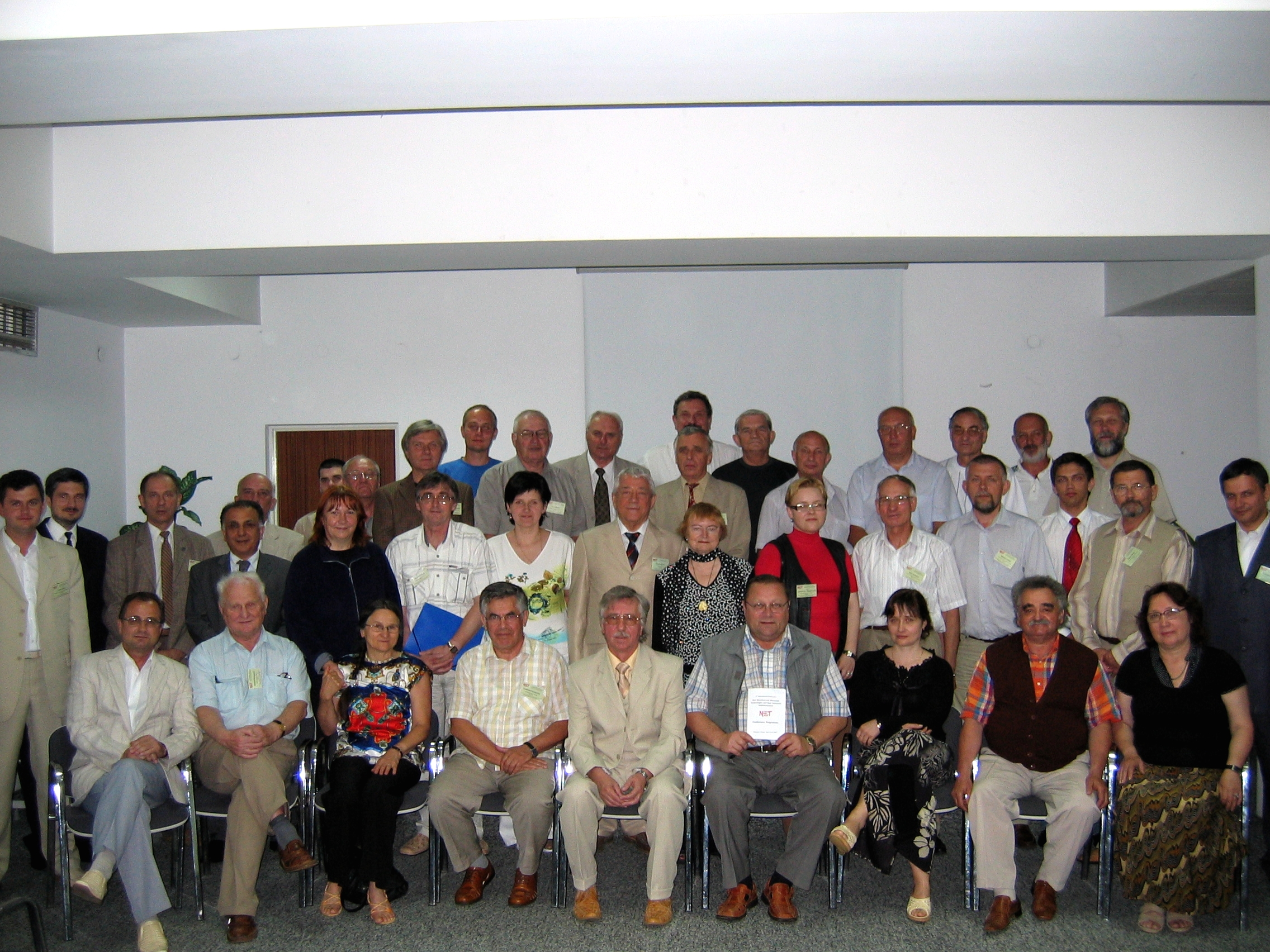
NEET International Conference, Zakopane, Polen

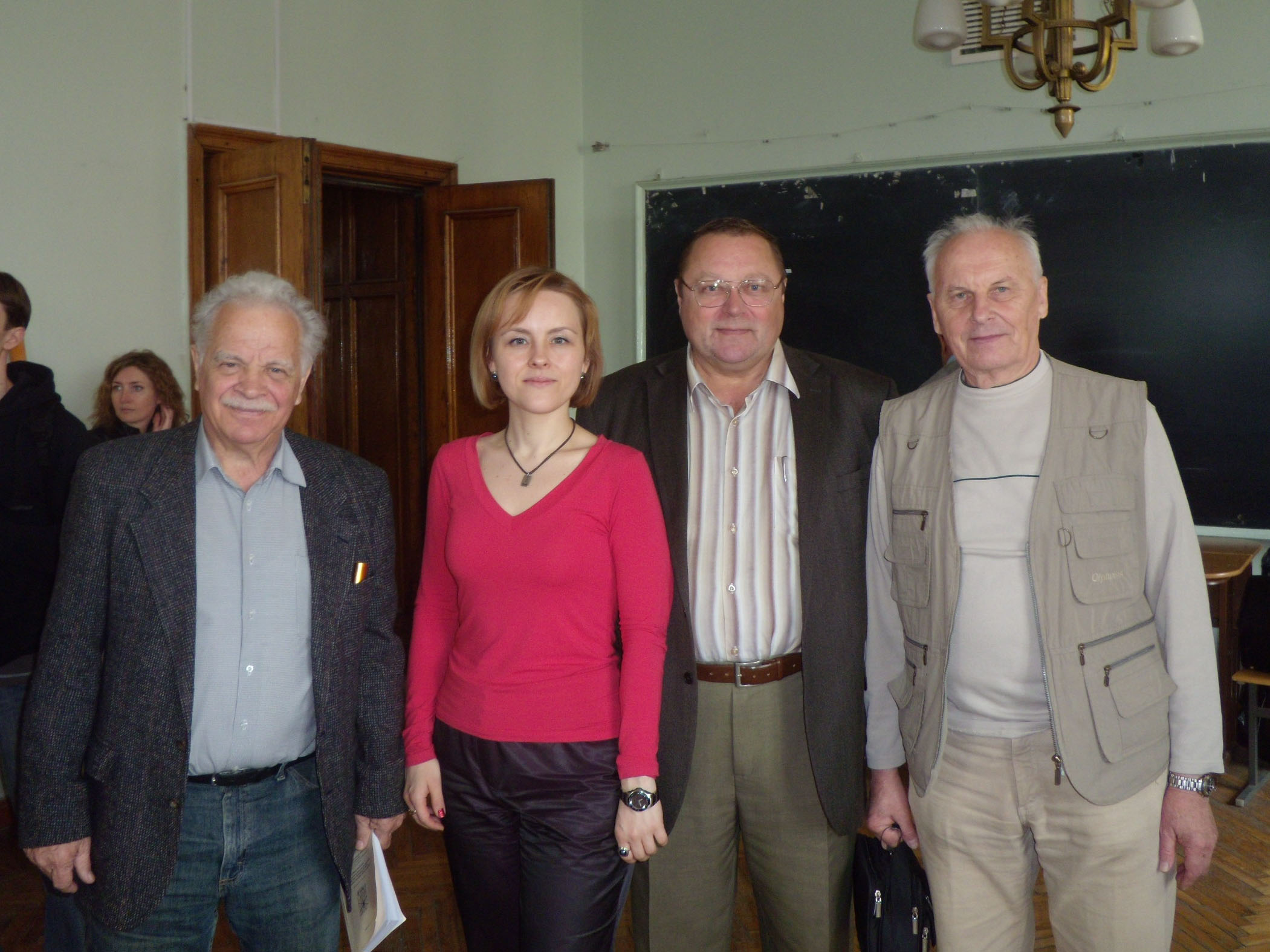
Organisationskomitee der Tulinovsky Konferenz „Physik der Wechselwirkung geladener Teilchen mit Kristallen“: Igor Taschlykow und Václav Kulikauskas, Moskau, Russland, Mai 2012

Ab August 1989 wirkte Taschlykow an der Belorussischen Staatlichen Technischen Universität. Er forschte auf dem neuen Gebiet der Beschichtung von Materialien und Produkten mit Ionen unter den Bedingungen der Selbststrahlung. Konkret wurden Untersuchungen zur Abscheidung von Schichten (Ti, Cr, Mo, W) auf Silicium, Graphit, Aluminium, Aluminiumlegierungen und Elastomeren bei gleichzeitiger Bestrahlung mit Ionen der gleichen Metalle untersucht. Dabei wurde die freigesetzte Energiedichte kontrolliert. Besonderes Interesse fanden die Mechanismen von Schädigung und gegenseitiger Durchdringung von Substraten im Bereich der Grenzfläche Schicht/Substrat. Wichtige anwendungsorientierte Parameter waren zu ermitteln: Festigkeit, Korrosion, Haftung, Reibung. Taschlykow erhielt im Ergebnis Patente der Russischen Föderation und der Republik Belarus. Diese Arbeiten führte er bis zur Einführung von neuen Technologien in der Industrie. Im Rahmen des Staatlichen Wissenschaftlichen und Technologischen Programms „Neue Werksstoffe und Oberflächenschutz“ führte er mit seinen Mitarbeiterinnen und Mitarbeitern neue Technologien zur Herstellung von korrosionsbeständigen Elastomeren, die zudem günstige Verklebungseigenschaften zeigten, in der Industrie ein. Seine Arbeiten zur Modifizierung von Festkörpereigenschaften durch Legierung und Sputtering wurden durch eine intensive internationale Zusammenarbeit gefördert. Er wurde zur Universität Heidelberg / BRD, zur Salford University / UK und zur Universität Jena / BRD zum wissenschaftlichen Austausch eingeladen. Der Austausch erfolgte in den Instituten und bei nationalen und internationalen Konferenzen: „Wechselwirkung von Strahlung mit Festkörpern“ (Minsk), „Physik der Wechselwirkung geladener Teilchen mit Kristallen“(Moskau), „Ionenstrahlmodifikation von Materialien“ (Heidelberg / BRD), „Plasma Surface Engineering“(Garmisch-Partenkirchen / BRD), „On Adhesion and Surface Analysis“ (Loughborough / UK), „Material Science and Applications of Ion Beam Technique“ (Seeheim / BRD), „Oberflächenmodifizierung von Metallen durch Ionenstrahlen“ (Marburg / BRD). Anlässlich dieser Veranstaltungen lieferte er stets beachtete Beiträge.

### Arbeiten an der Staatlichen Pädagogischen Maxim-Tank-Universität
2003 erhielt Taschlykow den Ruf an die Belarussische Staatliche Pädagogische Maxim-Tank-Universität in Minsk. Als erfahrener Lehrer und Forscher trug er sogleich als Dekan der Physikalischen Fakultät Verantwortung. Ab 2007 war er Leiter der Abteilung für Allgemeine Physik und ab 2013 Hochschullehrer in der Abteilung „Physik und Methoden des Physikunterrichtes“. Neben der engagierten Arbeit an didaktischen Fragen und Lösungen hat ihn die Forschung an physikalischen Problemen von Oberflächen fester Körper auch weiterhin beschäftigt. 2004 konnte er ein modern ausgestattetes Labor in Betrieb nehmen. Schwerpunkt der Arbeit war die Benetzbarkeit von Oberflächen. Auf diesem Gebiet arbeitete er mit dem Institut für Biotechnologie der Fraunhofer-Gesellschaft in Stuttgart / BRD zusammen. Ausdruck seiner erfolgreichen Arbeit sind zwei Patente und ein Gebrauchsmuster. Zugleich führte er die Zusammenarbeit mit der Technischen Universität Lublin / Polen (Zukowski) auf dem Gebiet der Analyse und Modifikation von Oberflächen fort. Bei den internationalen Konferenzen „Neue elektrische und elektronische Technologien und ihre industrielle Umsetzung“ und „Ionenimplantation und andere Anwendungen von Ionen und Elektronen“ stellte er seine wissenschaftlichen Ergebnisse vor. Seine Erfahrungen wurden in dieser Zeit auch für die Organisation der Forschung in der Republik Belarus eingesetzt. Taschlykow erarbeitete einen Rahmen staatlicher Forschungsprogramme. Hierauf basierten Projekte der Belorussischen Stiftung für Grundlagenforschung und des Bildungsministeriums. 2005 eröffnete er als Dekan die neue Fachrichtung „Physik, technische Kreativität“. 2012 erhielt er den persönlichen Preis des Präsidenten der Republik Belarus für seinen herausragenden Beitrag zur sozialökonomischen Entwicklung der Republik. 2015 erhielt er einen Preis für die Entwicklung von Informationstechniken im Bereich technischer Kreativität.
Ab 2012 wurden unter Leitung von Taschlykow im Rahmen staatlicher Forschungsprogramme zu innovativen Projekten Studien erarbeitet. Beispielhaft ist die Suche nach billigen und umweltfreundlichen Dünnschicht-Absorptionsschichten und stromführenden Kontakten für Solarmodule. Es konnte gezeigt werden, dass die Herstellung von Dünnschichten aus Verbindungen des SnPbS-Systems nach der Heißwandmethode mit unterschiedlichen Elementzusammensetzungen die Struktur und die morphologischen Eigenschaften verändert und ihre physikalischen Eigenschaften signifikant verbessert. In einer weiteren Arbeit wurde eine Anzahl von Mechanismen ermittelt, die bei der Vakuumbedampfung unter den Bedingungen der Hyperspeed-Kristallisation in Dünnfilm–Siliziumsubstratsystemen eine Rolle spielen. Seine frühen Arbeiten zu Energieverlust und Strahlenschäden beim Einschuss energiereicher Ionen in Festkörper finden bei der konkreten Betrachtung der Xe-Implantation wieder Anwendung wie auch die neuesten Forschungsergebnisse seines Labors. Er entwickelte ein phänomenologisches Modell zur Benetzbarkeit der Oberfläche von nanoskaligen Filmen mit destilliertem Wasser, das eine effektive Beurteilung der Eigenschaften von Oberflächen und den auf ihnen ablaufenden Prozessen bietet.

## Bedeutende wissenschaftliche Leistungen
Der erste sowjetische Wissenschaftler, der den Gitterführungseffekt zur Untersuchung von Strahlungsdefekten in ionenimplantierten Kristallen nutzte. Basierend auf der Lösung der analytischen Gleichung entwickelte er eine Methode zur Konstruktion von
Strahlungsdefektprofilen in Kristallen, die Entkanalisierung der Ionenanalyse nicht nur bei Defekten, sondern auch bei thermischen Schwingungen von Atomen und ihren Elektronen.
- Er entwickelte die Grundlagen der Technologie der Ionenstrahlsynthese von Festkörperschichten für Ein- und Mehrkomponentensysteme (AlxGa1-xAs, GaAs1-xPx).
- Ermittelte die Mechanismen der Defektbildung (homogen und heterogen) und der Struktur (Phasenumwandlung) während der Ionenimplantation.
- Fand experimentell den Zusammenhang von Strahlenschäden in den Oberflächenschichten ionenimplantierter Halbleiter mit der Energiedichte der bei der Abbremsung freigesetzten Energie, der Ionenenergie, den Temperaturbedingungen bei der Implantation und der thermischen Ausheilung,
- Führte die Ergebnisse wissenschaftlicher Forschung mit hohen ökonomischen Effekt in der Volkswirtschaft ein.
- Errichtete gemeinsam mit F.F. Komarov den einzigen Gerätekomplex zur Untersuchung von Festkörpern mit kernphysikalischen Methoden in Belarus.
- Brachte mit seiner Publikation „Die Verwendung von Ionenstrahlen zur Analyse von Feststoffen“ messbaren volkswirtschaftlichen Gewinn.
- Fand im Auftrag des Ministerrates der UdSSR Lösungen für die Lebensdauerverlängerung katalytisch wirkender Elektroden für die Elektrolyse von Wasser. Die Ergebnisse wurden in der Industrie mit volkswirtschaftlichem Gewinn eingesetzt. Zugleich gewann er grundlegende Erkenntnisse zu Mechanismen und Dynamik der Strahlenschäden bei der Ionenimplantation in Metallkristallen und entwickelte ein Modell für die Oxidation der Anodenoberfläche bei der wässrigen alkalischen Elektrolyse.
- Entwickelte eine Theorie zu der ionengestützten Abscheidung von Schutzschichten auf Kautschuk. Diese Theorie berücksichtigt das Einfangen von Atomen des Hilfsgases, das Besprühen der Oberfläche und die Dichte der von einer Ionenquelle erzeugten ionisierten und neutralen Anteile.
- überprüfte experimentell die Methode der „Beschichtungsabscheidung“ und patentierte das Verfahren. Die Ionen-Ionen-Technologie wurde dabei entwickelt und im industriellen Maßstab bei Manschetten und Stoßdämpfern mit großem Effekt eingesetzt.
- Die „Methode der Beschichtungsabscheidung“ wurde experimentell belegt und patentiert, wobei im Rahmen des staatlichen wissenschaftlichen und technologischen Programms „Neue Werkstoffe und Oberflächenschutz“ in den belarussischen Unternehmen eine neue Ionen-Ionen-Technologie entwickelt und implementiert wurde (Baranavichy Automobile Aggregate Plant PO Belavtomaz (2001), OJSC Belarusrezinotehnika (2000))
- Unterstützte Beschichtung in selbstbestrahlenden Manschetten zur Verwendung in den Hinterachsaggregaten von GAZ-3102-, GAZ-3110- und MAZ-Stoßdämpfern. Der wirtschaftliche Effekt im Jahr 2000 betrug 11075 Tausend Rubel.
- Entwickelte für Funktionselemente der Nano – und Mikroelektronik Technologien zur Herstellung superharter Schichten. Die untersuchten strahlungsgesteuerten Stoffübergangsprozesse bei der Abscheidung dünner Schichten ermöglichen die Kontrolle der Adhäsion im atomaren Bereich und die Modifizierung von Oberflächeneigenschaften der absorbierenden Schichten und der Rückkontakte von Solarzellen.
- Entwickelte ein Vakuumverfahren zur Herstellung von Pb1-xSnx(S,Te)-Chalcogenid-Halbleitern und recherchierte Anwendungen dieser Materialien.

## Pädagogische Aktivitäten
Taschlykow widmete der Vorbereitung wissenschaftlicher und pädagogischer Mitarbeiter große Aufmerksamkeit und interessierte sich seit seiner Studienzeit für Wissenschaften. Die vom Universitätsverlag herausgegebene Monographie „Zerstörungsfreie Oberflächenanalyse von Körpern mit Ionenstrahlen“ dient als Lehrmittel für Spezialkurse im Fachbereich Halbleiterphysik und Festkörperphysik der Belarussischen Staatlichen Universität. Die entwickelte Methode resonanter Kernreaktionen für die schichtweise Analyse von leichten Verunreinigungen wurde in einem Laborworkshop zum Thema „Rückstreumethode und Kernreaktionen in der Elementaranalyse von Materie“ im Unterricht an der Nationalen W.-N.-Karasin-Universität Charkiw zu einem ähnlichen Thema am Forschungsinstitut für Kernphysik der Lomonossow-Universität Moskau, Rostow Staatliche Universität verwendet. Unter seiner wissenschaftlichen Leitung an der Fakultät für Physik und Mathematik der Belarussischen Staatlichen Pädagogischen Maxim-Tank-Universität arbeitete erfolgreich das studentische Forschungslabor „FIZMATING“. Vorbereitet wurden fünf Kandidaten der Wissenschaft. Taschlykow leitete die Physik-Problemberatung an der Fakultät für Physik und Mathematik und war Vorsitzender des Rates für die Verteidigung von Dissertationen D 02.21.01 an der Belarussischen Staatlichen Pädagogischen Maxim-Tank-Universität (seit 2011), Mitglied des Rates für die Verteidigung von Dissertationen D 02.01.10 an der Belarussischen Staatlichen Universität.

## Mitgliedschaften
In den 80er Jahren war er Mitglied der Koordinierungsgruppen für „Geradeausbeschleuniger“ und für „Methoden schneller Kernanalyse“. Seit 1994 war er Mitglied der New York Academy of Sciences und seit 1995 Mitglied der Belarussischen Physikalischen Gesellschaft.

## Veröffentlichungen
- mit Fadeĭ Fadeevich Komarov, Muradin Abubekirovich Kumakhov: Non-destructive Ion Beam Analysis of Surfaces. Gordon and Breach Science Publishers, London 1990, ISBN 2-88124-726-1 (Leseprobe books.google.de).
- I.S. Tashlykov: Backscattering measurements of P+ implanted GaAs crystals. Nucl. Instrum. Methods, 170 (1980), S. 403–406. (online)
- I.S. Tashlykov: Disorder dependence of ion implanted GaAs on the type of ion. Nucl. Instrum. Methods. Phys. Res., 203 (1982), S. 523–526. (online)
- G. Carter, M.J. Nobes, I.S. Tashlykov: The influence of dose rate and analysis of procedures on measured damage in P+ ion implanted GaAs. Rad. Effects Letters, 85 (1984), S. 37–43. (online)
- I.S. Tashlykov, O.A. Slesarenko, J.S. Colligon, H. Kheyrandish: Effect of atomic mixing on the electrochemical and corrosion properties of Ni-Ti surfaces. Surfacing Journal International, 1 (1986), S. 106–107. (online)
- I.S. Tashlykov, I.M. Belyi, O.G. Bobrovich, S. Kalbitzer, O. Meyer, G. Wolf, B. Enders: On the efficiency of deposited energy density for ion beam mixing processes with ions implanted during and after thin metal film deposition. Nucl. Instrum. Methods Phys. Res., B 80/81 (1993), S. 98–101. (online)
- G. Carter, J. Colligon, I.S. Tashlykov: Evaluation of Coatings Produced by Low-Energy Ion Assisted Deposition of Co on Silicon. Material Science Forum, 248–249 (1997), S. 357–360. (online)
- I.S. Tashlykov: A model of oxide layer growth on Ag+ and Pt+ ion implanted nickel anode in aqueous alkaline solution. Thin Solid Films, 307 (1997), S. 106–109. (PDF; 0,8 MB)
- I.S. Tashlykov, V.I. Kasperovich, M.G. Shadrukhin, A.V. Kasperovich, G.K. Wolf, W. Wesch: Elastomer treatment by arc metal deposition assisted with self-ion irradiation. Surf. Coat. Technol., 116–119 (1999), S. 848–852. (PDF)
- I.S. Tashlykov, A.V. Kasperovich, G. Wolf: Elastomer surface modification by means of SIAD of metal-based layers. Surf. Coat. Technol., 158–159 (2002), S. 498–502. (online)
- I.S.Tashlykov, O.G. Bobrovich: Radiation damage of Si wafers modified by means of thin layer ion assisted deposition. Vacuum, 78 (2005), S. 337–340. (PDF)
- I.S.Tashlykov, P.V. Zukowski, S.M. Baraishuk, O.M. Mikhalkovich: Analysis of the composition of Ti-based thin films deposited on silicon by means of self-ion assisted deposition. Radiat. Eff. Defects Solids, 162 (2007), S. 637–641. (online)
- I.S.Tashlykov, A.I.Turavetz, V.F. Gremenok, K. Bente, D.M. Unuchak: Topography and water wettability of HWVD produced (Pb, Sn)S2 thin films for solar cells. Przeglad Elektrotechniczny, 7 (2010), S. 118–121. (online)
- I.S. Tashlykov, A.I. Turavets, V.F. Gremenok, P. Zukowski: The elemental composition, topography and wettability of Pb0.25Sn1.75S2 thin films. Przeglad Elektrotechniczny, 89 (2013), S. 285–287. (online)
- I.S. Tashlykov, A.I. Turavets, V.F. Gremenok, P. Żhukowski: Elemental composition, topography and wettability of PbxSn1-xS thin films. Acta Physica Polonica A, 125 (2014), S. 1339–1343. (PDF)
- I.S. Tashlykov, P. Zhukowski, O. Mikhalkovich, S. Baraishuk: Surface properties of Me/Si structures prepared by means of self-ion assisted deposition. Acta Physica Polonica A, 125 (2014), S. 1306–1308. (PDF)

## Ehrungen
- Ehrenurkunden des Forschungsinstituts für Angewandte Physikalische Probleme der BSU (1975, 1977, 1978, 1980, 1981, 1984, 1987).
- Ehrenurkunden der BSU (1981, 1983).
- Ehrenurkunden des Ministeriums für Bildung der Republik Belarus (1982, 2005, 2012).
- Ehrenurkunden der Belarussischen Staatlichen Pädagogischen Maxim-Tank-Universität. (2006, 2009, 2016).
- Persönliche Zulage des Präsidenten der Republik Belarus (2012).
- Zeichen des Ministeriums für Bildung „Ausgezeichnet in der Ausbildung“ (2014).
- Belohnung des Präsidenten der Republik Belarus für die Entwicklung der Informationstechnologien in der technischen Kreativität (2015).
- Ehrenurkunden des Staatlichen Komitees für Wissenschaft und Technologie der Republik Belarus (2016).

Seine Biografie ist im Marquis-Verzeichnis der Biografien der Wissenschaftler „Who is who in the world“ enthalten.